# Ainsley Earhardt
Ainsley Earhardt (Spartanburg, 20 settembre 1976) è un personaggio televisivo e scrittrice statunitense, co-conduttrice di  Fox & Friends.

## Biografia

### Formazione
Ainsley è cresciuta in North e South Carolina. Nata a Spartanburg, Carolina del Sud, da una famiglia americana tradizionale della classe media, quando era bambina la sua famiglia si è trasferita a Charlotte, Carolina del Nord. Ha frequentato la Sharon Elementary School. Successivamente si è trasferita nella zona di Columbia, Carolina del Sud, quando era ancora alle elementari. Si è diplomata alla Spring Valley High School nel 1995. Dopo il liceo, ha frequentato la Florida State University, studiando biologia. Si è poi trasferita all'Università della Carolina del Sud dove si è laureata in giornalismo.

### Carriera
La Earhardt è stata assunta come reporter per WLTX-News 19, la stazione locale della CBS a Columbia, Carolina del Sud, prima di laurearsi. Nel 2005 si è trasferita in Texas, dove ha lavorato come conduttrice di telegiornali per l’emittente KENS-TV. Mentre viveva in Texas, completò la mezza maratona di Austin, Texas,  praticò paracadutismo con i Golden Knights dell'esercito degli Stati Uniti e, all'Air Force Academy, volò con un F-16 con gli U.S. Air Force Thunderbirds.

#### Fox News
Si è trasferita a New York e ha iniziato a lavorare per Fox News Channel nel 2007. Dopo aver condotto un segmento su Hannity dal titolo "Ainsley Across America", è diventata co-conduttrice del programma mattutino “Fox and Friends” durante la settimana. Ha intervistato il presidente Donald Trump e il vicepresidente Mike Pence ed è una grande sostenitrice del presidente.

### Vita privata
Il primo matrimonio della Earhardt con Kevin McKinney nell'aprile 2005 terminò con il divorzio nel 2009. Nell'ottobre 2012 ha sposato l'ex quarterback della Clemson University Will Proctor. Hanno una bambina, Hayden. Dopo sei anni di matrimonio, Ainsley ha chiesto la separazione accusando il marito di infedeltà. Ha scritto due libri per bambini, Take Heart, My Child (Io Sono Con Te; Il Sogno Di Una Mamma) e Through Your Eyes, e un libro di memorie, The Light Within Me.
Ainsley è profondamente cristiana.